# Евлампия
Евла́мпия (от др.-греч. εὖ — «добро, благо» λάμπη — «факел, свет») — женское имя греческого происхождения. Мужской формой имени является Евлампий.

## Святые
- 23 (10) октября — мученица Евлампия.

## Известные носители
- Евлампия Романова — персонаж Дарьи Донцовой

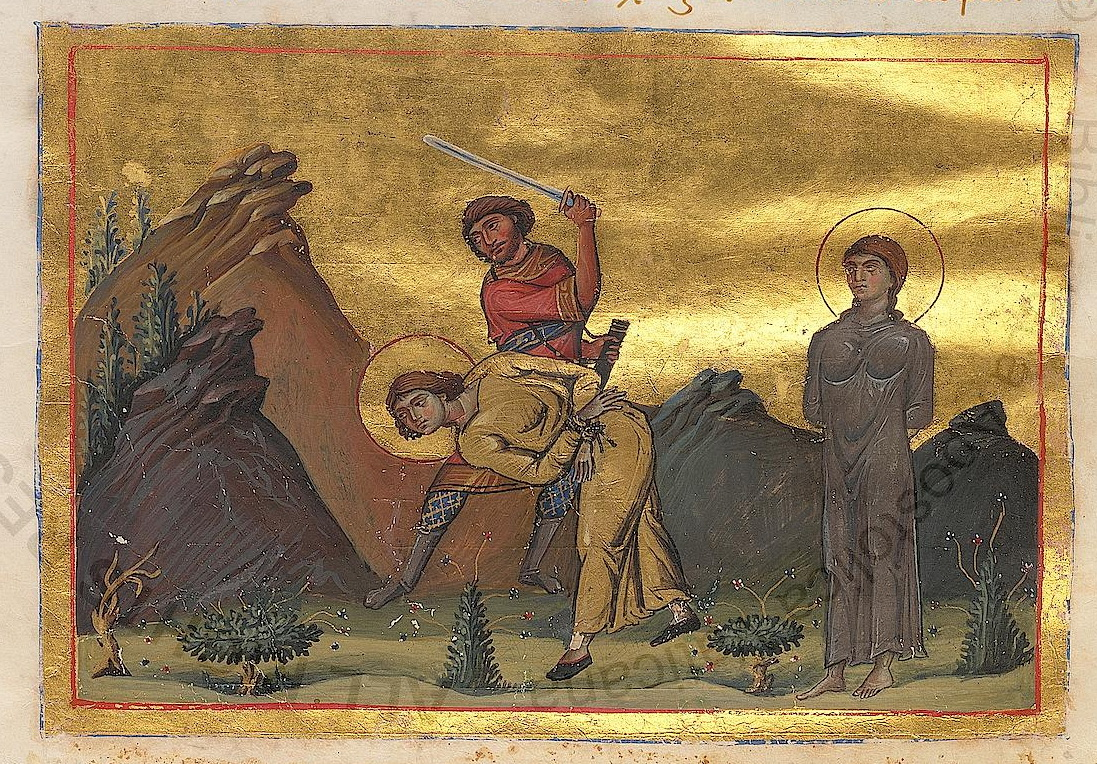
Мученичество святых Евлампия и Евлампии. Миниатюра из Минология Василия II.